# Pieter de Poolvos: Gerommel in de Gletsjers
Pieter de Poolvos: Gerommel in de Gletsjers (ook bekend als Arctic Justice of Polar Squad in het VK) is een Canadees-Amerikaanse computeranimatiefilm uit 2019, mede geschreven en geregisseerd door Aaron Woodley en mede geregisseerd door Dimos Vrysellas. In de oorspronkelijke Engelse versie zijn de stemmen te horen van Jeremy Renner, Heidi Klum, James Franco, John Cleese, Omar Sy, Michael Madsen, Laurie Holden, Anjelica Huston en Alec Baldwin. Entertainment Studios bracht de film op 1 november uit in Canada en de Verenigde Staten. 
Bij de Nederlandse nasynchronisatie is geen gebruik gemaakt van bekende acteurs, maar van bekende stemacteurs.

## Plot
Pieter de Poolvos heeft een rustig baantje op de postkamer van de ‘Allersnelste Bezorg Dienst Service’. Maar in zijn dromen wil hij bij de TopDogs horen, dat zijn stoere husky's die het belangrijkste koerierswerk voor IJsstrandvoort doen. Niet voor zichzelf, maar om indruk te maken op Vera Vos waar Pieter stiekem verliefd op is. Om zichzelf te bewijzen tegenover Vera, pikt hij een van de bezorgsleden om een mysterieus pakketje te bezorgen op een geheime locatie. Na aankomst treft hij een verborgen fort aan, waar de valse Otto von Walrus de scepter zwaait. Deze vettige maar geniale griezel, staat aan het hoofd van een leger van opvallend beleefde papegaaiduikers. Pieter ontdekt dat Otto van plan is om diep in de sneeuw te gaan boren, op zoek naar oeroud gas. Met dat gas wil hij het Noordpoolgebied laten smelten, zodat hij de absolute alleenheerser over de hele wereld kan worden. Om dit gruwelijke plan te dwarsbomen, roept Pieter de hulp in van zijn vrienden: PB, een neurotische ijsbeer, Jimmy, een verstrooide albatros, Vera Vos, een superslimme ingenieur, Leopold en Bertha, twee otters die overal complotten zien, en Magda, zijn chagrijnige baas.

## Stemmencast
| Rol                              | Engelse stemmen | Nederlandse stemmen           |
| -------------------------------- | --------------- | ----------------------------- |
| Swifty / Pieter de Poolvos       | Jeremy Renner   | Jip Bartels                   |
| Jonge Swifty / Pieter de Poolvos | Anderson Lewis  | Panter Beusker                |
| Jade / Vera Vos                  | Heidi Klum      | Fara Bellinga                 |
| Jonge Jade / Vera Vos            | Lilian Moloy    | Lucilla Bellinga              |
| PB                               | Alec Baldwin    | Jelle Amersfoort              |
| Otto von Walrus                  | John Cleese     | Reindert van der Naalt        |
| Magda                            | Anjelica Huston | Frédérique Sluyterman-van Loo |
| Lemmy / Jimmy                    | James Franco    | Huub Dikstaal                 |
| Duke                             | Michael Madsen  | Simon Zwiers                  |
| Dakota / Denise                  | Laurie Holden   | Laura Osinga                  |
| Dusty / Danny                    | Donny Falsetti  | Florus van Rooijen            |
| Radio DJ                         |                 | Dennis van Schajik            |